# 1946 în artă
← 1943 în artă — 1944 în artă — 1945 în artă ——  1946 în artă  —— 1947 în artă — 1948 în artă — 1949 în artă →
1946 în artă implică o serie de evenimente:

## Evenimente

### Evenimente artistice oriunde

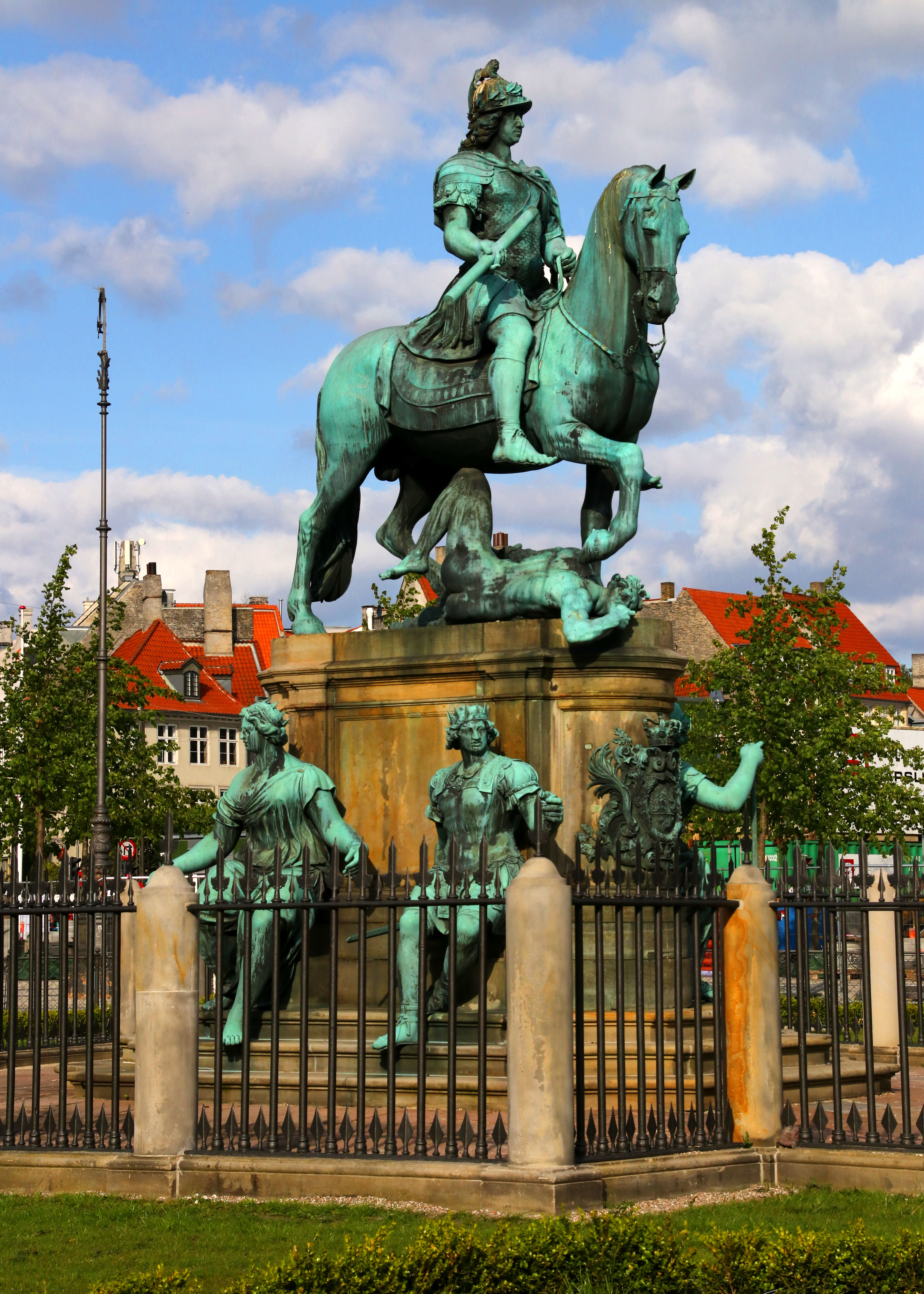
Statuia regelui Christian al V-lea al Danemarcei, refăcută în bronz.

- martie – Colecționara de artă Peggy Guggenheim publică prima ediție a cărții sale autobiografice Out of This Century, în  Statele Unite ale Americii.
- 2 aprilie – Cea de-a treia expoziție solo a artistului vizual american Jackson Pollock se deschide la Daylight Gallery, a colecționarei Peggy Guggenheim, proprietara galeriei de artă The Art of This Century din Manhattan.
- 22 mai – Statuia ecvestră a regelui Christian al V-lea al Danemarcei a fost returnată în bronz de către Einar Utzon-Frank (după originalul din plumb, din 1688, al sculptorului francez Abraham-César Lamoureux) și a fost dezvelită la Kongens Nytorv, Copenhaga.
- 11 octombrie – Galeria Națională a Bosniei și Herțegovinei s-a  deschis la Sarajevo.
- 24 octombrie – Într-o dublă ceremonie, Max Ernst (fiind divorțat de Peggy Guggenheim) se re-căsătorește cu artista plastică suprarealistă Dorothea Tanning, în timp ce fotograful Man Ray se căsătorește cu Juliet P. Browner în Beverly Hills, California.
- Școala vieneză de realism fantastic este fondată de Ernst Fuchs, Rudolf Hausner, și alții.
- Grupul artistic Borough este fondat în Londra de către Cliff Holden.
- Artistul vizual francez Jean Dubuffet expune o serie de lucrări în care folosește vopsele amestecate cu nisip și cu pietricele. Seria este intitulată Hautes Pâtes, fiind expusă la Galérie René Drouin.
- Artistul plastic afro-american Jacob Lawrence începe să picteze seria sa intitulată War Series (Seria de război).
- Pictorul australian Sidney Nolan începe să picteze prima sa serie de picturi dedicate „personajului negativ,” haiducului și om al spațiilor libere australiene (bushman), Ned Kelly (1854 - 1880).
- Pictorul și sculptorul francez David Olère începe să realizeze lucrări de artă bazate pe experiența sa de evreu folosit în Sonderkommando⁠(d) ca prizonierul 106144 al lagărului de concentrare Auschwitz, în timpul celui de-al Doilea Război Mondial.
- Se crează Musée de la Chartreuse, Molsheim, Franța, la această dată sub numele de Musée municipal - Muzeu municipal.
- Primul text teoretic care stă la baza nașterii spațialismului a fost conceput de Lucio Fontana în 1946, la Buenos Aires, în Argentina, așa-numitul Manifiesto Blanco (ori Manifesto Blanco), în care Fontana începea să contureze urgențele unei depășiri a artei așa cum era concepută până atunci și care era atunci, la terminarea celei de-a doua conflagrații mondiale, „stagnată și stagnantă față de dimensiunile timpului și spațiului” [acelui moment].[1]
- Lucio Fontana nu a fost singur. În Argentina, a scris Manifestul alb[2] împreună cu studenții săi de la Escuela de Arte Altamira – Ugo Mulas, Guido Le Noci, Alain Jouffroy, Michel Fougères, Leonardo Sinisgalli, Raffaele Carrieri, respectiv a colaborat și cu cunoscuta Galleria Apollinaire din Milano.

## Galerie (lucrări din 1946)
- Lucrări reprezentative